# Evangelische Kirche (Langenhain-Ziegenberg)

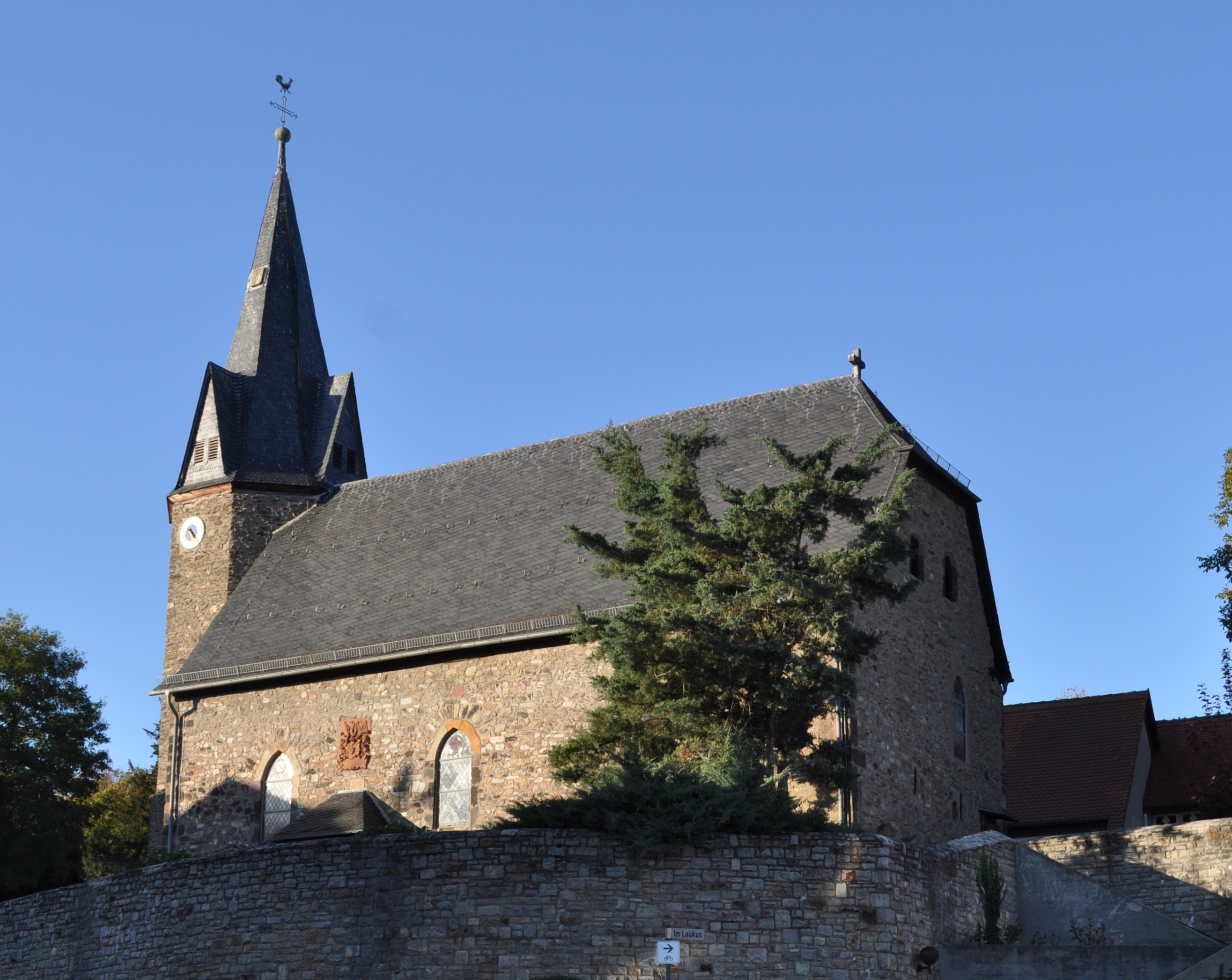
Die Evangelische Kirche in Langenhain-Ziegenberg

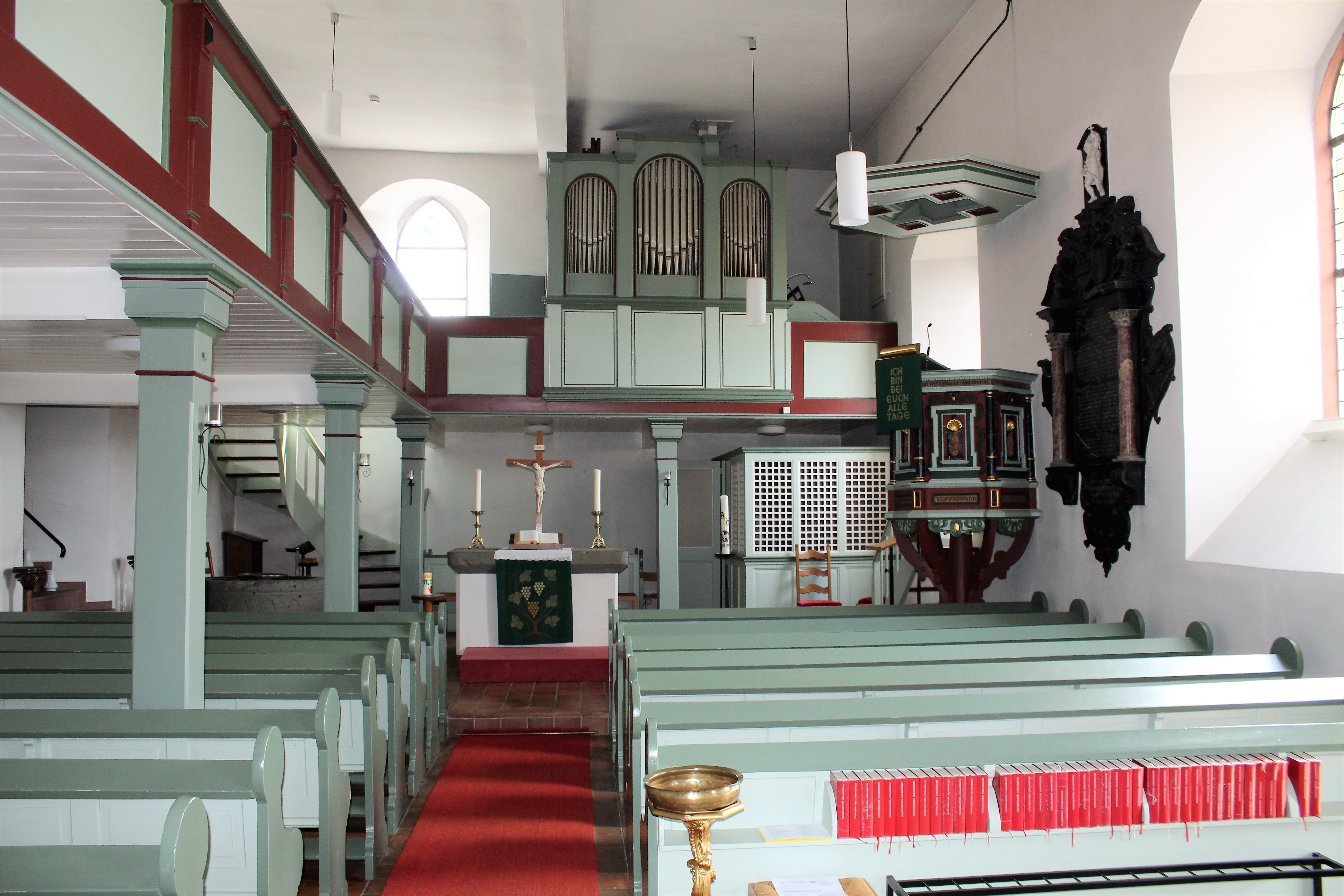
Innenraum

Die Evangelische Kirche Langenhain-Ziegenberg ist ein denkmalgeschütztes Kirchengebäude in Langenhain-Ziegenberg, einem Ortsteil der Gemeinde Ober-Mörlen im Wetteraukreis in Hessen. Die Kirchengemeinde gehört zum Dekanat Wetterau in der Propstei Oberhessen der Evangelischen Kirche in Hessen und Nassau.

## Beschreibung
Vom Anfang des 14. Jahrhunderts stammt der achteckige Kirchturm im Westen der Saalkirche aus Bruchsteinen, dessen runder Unterbau auf eine Wehrkirche zurückgeht. Das mit einem Krüppelwalmdach bedeckte Kirchenschiff wurde 1630 an den Turm angebaut. Am Anfang des 18. Jahrhunderts erhielt der Turm einen schiefergedeckten, spitzen Helm, der sich zwischen vier Giebeln erhebt. Die Kirchenausstattung wurde bei der Renovierung der Kirche weitgehend erneuert. Das um 1200 gebaute Taufbecken aus Londorfer Basaltlava, das seitlich am Altar steht, und die Kanzel von 1630 blieben erhalten. Die Orgel mit elf Registern, zwei Manualen und einem Pedal wurde 1946 von der Förster & Nicolaus Orgelbau errichtet.